# Xanthocryptus nigricollis
Xanthocryptus nigricollis là một loài tò vò trong họ Ichneumonidae.